# شياكي يامادا
شياكي يامادا (山田 千愛) (ولدت 2 أغسطس 1966)، هو لاعب كرة قدم. ولعبت مع منتخب اليابان لكرة القدم للسيدات.